# Rooney
Rooney ist ein englischer Familienname.

## Namensträger
- Adam Rooney (* 1988), irischer Fußballspieler
- Andy Rooney (1919–2011), US-amerikanischer Journalist und Autor
- Bernard Rooney (* 1934), australischer Geistlicher, Abt von New Norcia
- Bill Rooney (1896–1988), US-amerikanischer American-Football-Spieler
- Cobb Rooney (1900–1973), US-amerikanischer American-Football-Spieler
- Coleen Rooney (* 1986), britische Fernsehmoderatorin und Kolumnistin
- Dan Rooney (1932–2017), US-amerikanischer Unternehmer und Diplomat
- David Rooney (Journalist), Journalist, Film-, Literatur- und Theaterkritiker
- David Rooney (Cricketspieler) (* 1975), englischer Cricketspieler
- David Rooney (Leichtathlet) (* 1990), irischer Langstreckenläufer
- David Rooney (Fußballspieler) (* 1990), irischer Fußballspieler
- Éamon Rooney († 1993), irischer Politiker (Fine Gael)
- Francis Rooney (* 1953), US-amerikanischer Diplomat und Politiker
- Fred B. Rooney (1925–2019), US-amerikanischer Politiker
- Giaan Rooney (* 1982), australische Schwimmerin
- Joe Rooney (1898–1979), US-amerikanischer American-Football-Spieler
- John Rooney (Bischof) (1844–1927), irischer Geistlicher
- John Rooney (Squashspieler) (* 1979), irischer Squashspieler
- John Rooney (Fußballspieler) (* 1990), englischer Fußballspieler
- John J. Rooney (1903–1975), US-amerikanischer Politiker
- Kathleen Rooney (* 1980), US-amerikanische Schriftstellerin
- Kenneth Michael Rooney (* 1994), kanadischer Volleyballspieler
- Kevin Rooney (Autor), irischer Autor
- Kevin Rooney (Boxer) (* 1956), US-amerikanischer Boxer und Boxtrainer
- Kevin Rooney (Eishockeyspieler) (* 1993), US-amerikanischer Eishockeyspieler
- Maddie Rooney (* 1997), US-amerikanische Eishockeytorhüterin
- Marcel Rooney (* 1937), US-amerikanischer, römisch-katholischer Geistlicher
- Martin Rooney, britischer Germanist und Philosoph
- Martyn Rooney (* 1987), britischer Leichtathlet
- Mickey Rooney (1920–2014), US-amerikanischer Schauspieler
- Mickey Rooney Jr. (1945–2022), US-amerikanischer Schauspieler und Musiker
- Nahau Rooney (1945–2020), papua-neuguineische Politikerin
- Natalie Rooney (* 1988), neuseeländische Sportschützin
- Patrick Rooney (Schauspieler), US-amerikanischer Schauspieler
- Patrick Rooney (Skeletonpilot) (* 1987), kanadischer Skeletonpilot
- Patrick Rooney (Squashspieler) (* 1997), englischer Squashspieler
- Sally Rooney (* 1991), irische Schriftstellerin
- Sean Rooney (Volleyballspieler) (* 1982), US-amerikanischer Volleyballspieler
- Sean Rooney (Fußballspieler) (* 1989), australischer Fußballspieler
- Sharon Rooney (* 1988), britische Schauspielerin
- Taylor Rooney (* 1997), neuseeländischer Eishockeyspieler
- Tim Rooney (1947–2006), US-amerikanischer Schauspieler
- Tom Rooney (* 1970), US-amerikanischer Politiker
- Wayne Rooney (* 1985), englischer Fußballspieler